# 春秧街
春秧街（英語：Chun Yeung Street）是香港北角的一條單向街道。東面起自糖水道，西端連接北角道。春秧街有「小福建」、「小上海」之稱，街道滿佈小販，兩旁樓宇地下則有專門售賣福建和上海等地道食物的店舖。春秧街一帶居民包括早期抵港的移民外，亦有近三、四十年抵港的後期移民。雖然港島仍有不少舊式街市（如灣仔道），但春秧街的小販不少採取薄利多銷的方式，相同貨品的價格比鄰近地區較低，加上有很多地道食物店舖，不少灣仔區以及東區的居民及其外籍傭工亦跨區到春秧街一帶購買食材，當中以福建籍的最多，亦有在附近居住的名人、日本人和韓國人，因為為數不少的上海人聚居春秧街一帶，亦有為數不少的上海人在春秧街一帶營商和購物。
春秧街有近百年的歷史，亦是北角建區以來最繁華的街道，但近數十年社會轉型，大量連鎖商場以及超級市場陸續興建，北角區內有多個較大型購物中心，鄰近春秧街便有和富中心，所以春秧街的顧客以中年以上較多。因為春秧街為香港其中一個特色街市，近年被旅發局推介成香港旅遊景點之一。

## 街道命名

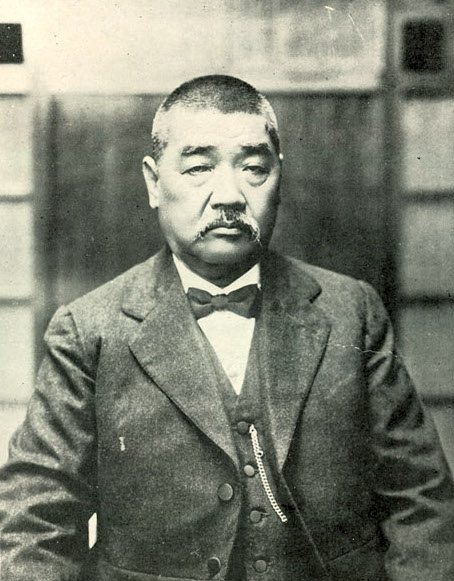
郭春秧

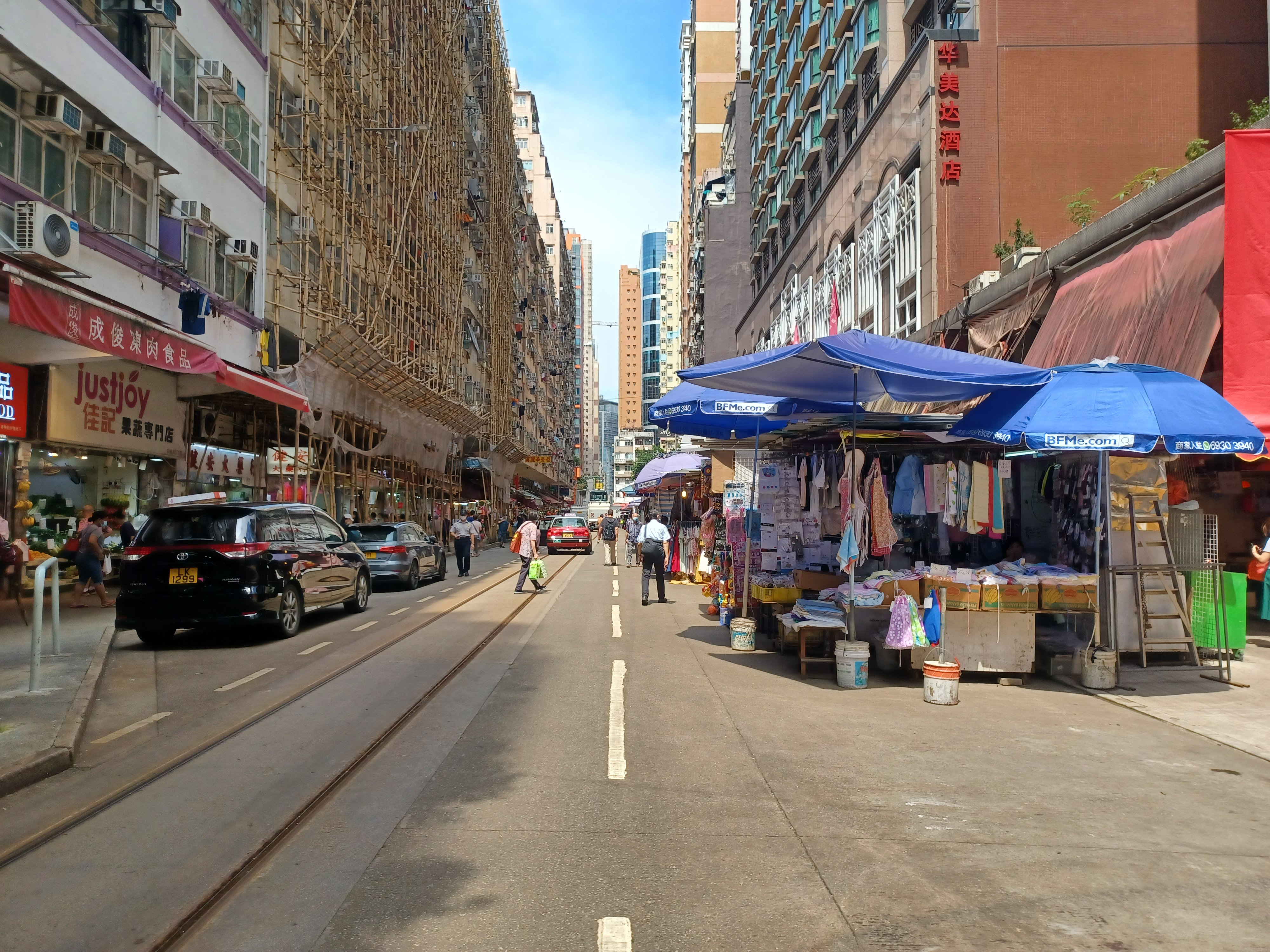
春秧街近北角道的路段

春秧街的命名與農夫春天插秧並無關係，它的名字來自該地區的開發商郭春秧。郭春秧乃唐代政治家郭子儀之後代，又名郭禎祥，福建同安人。早年喪父，16歲遠渡南洋，投靠伯父郭河東，在糖廠學習以機器製糖的技術。後來，他成為當地四大糖商之一，糖廠更遍佈荷屬東印度各埠。他亦曾回家鄉福建投資和捐助，建設農場、糖廠、貿易行及小學等，並且鋪路造橋，贈醫施藥。同時，他亦參與廈門鼓浪嶼的開發和到香港擴展糖業和地產業務。郭春秧於1921年成功投得北角發電廠（即今天的城市花園）旁一幅面積達7萬5千平方呎的土地，原本計劃填海後興建糖廠，後來因為省港大罷工而延誤，加上當時糖價不斷下跌，郭春秧於是把填好的土地轉為地產項目，1930年代政府將該處其中一條街命名為「春秧街」，以表揚他的貢獻。

## 特色

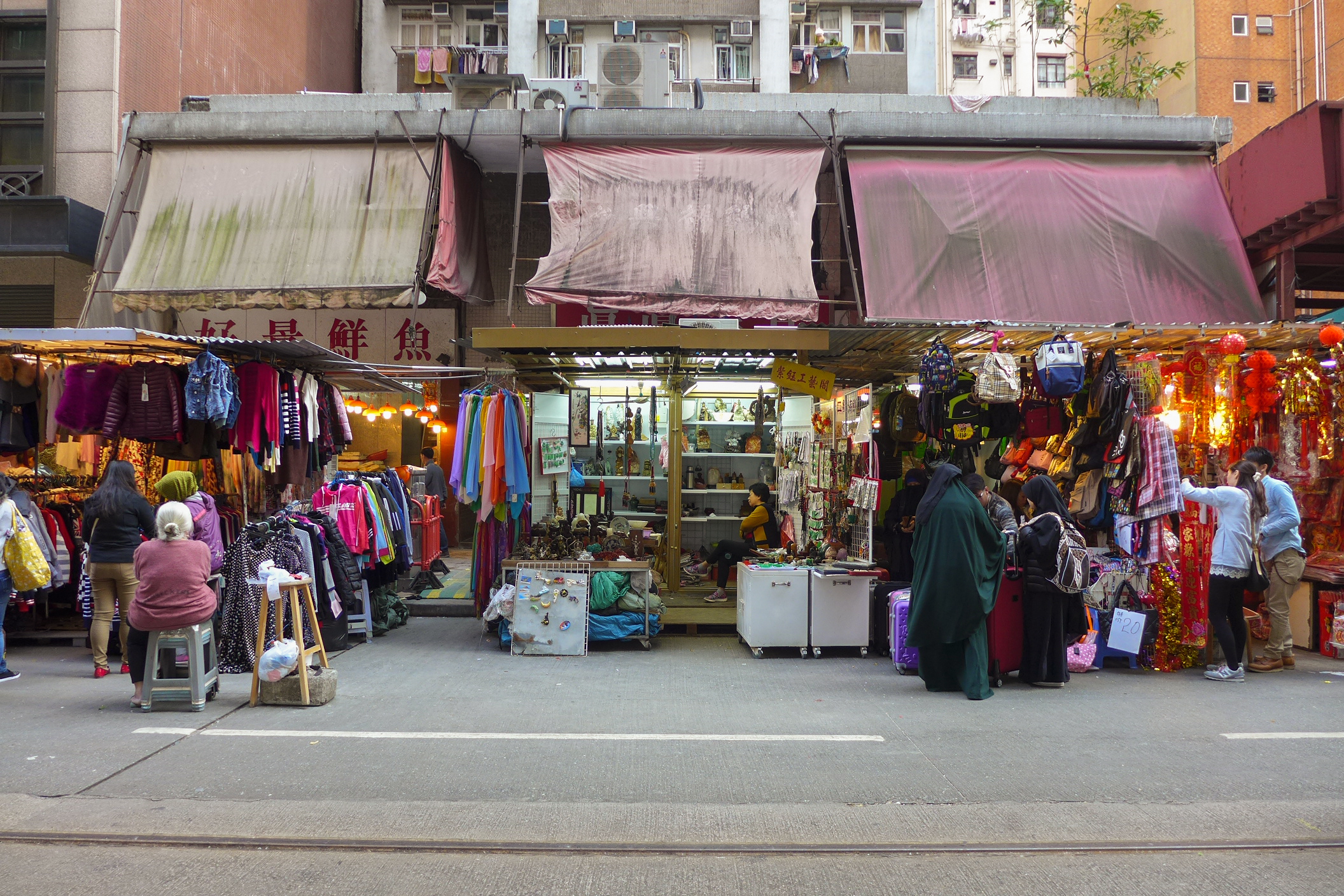
春秧街街市的店舖

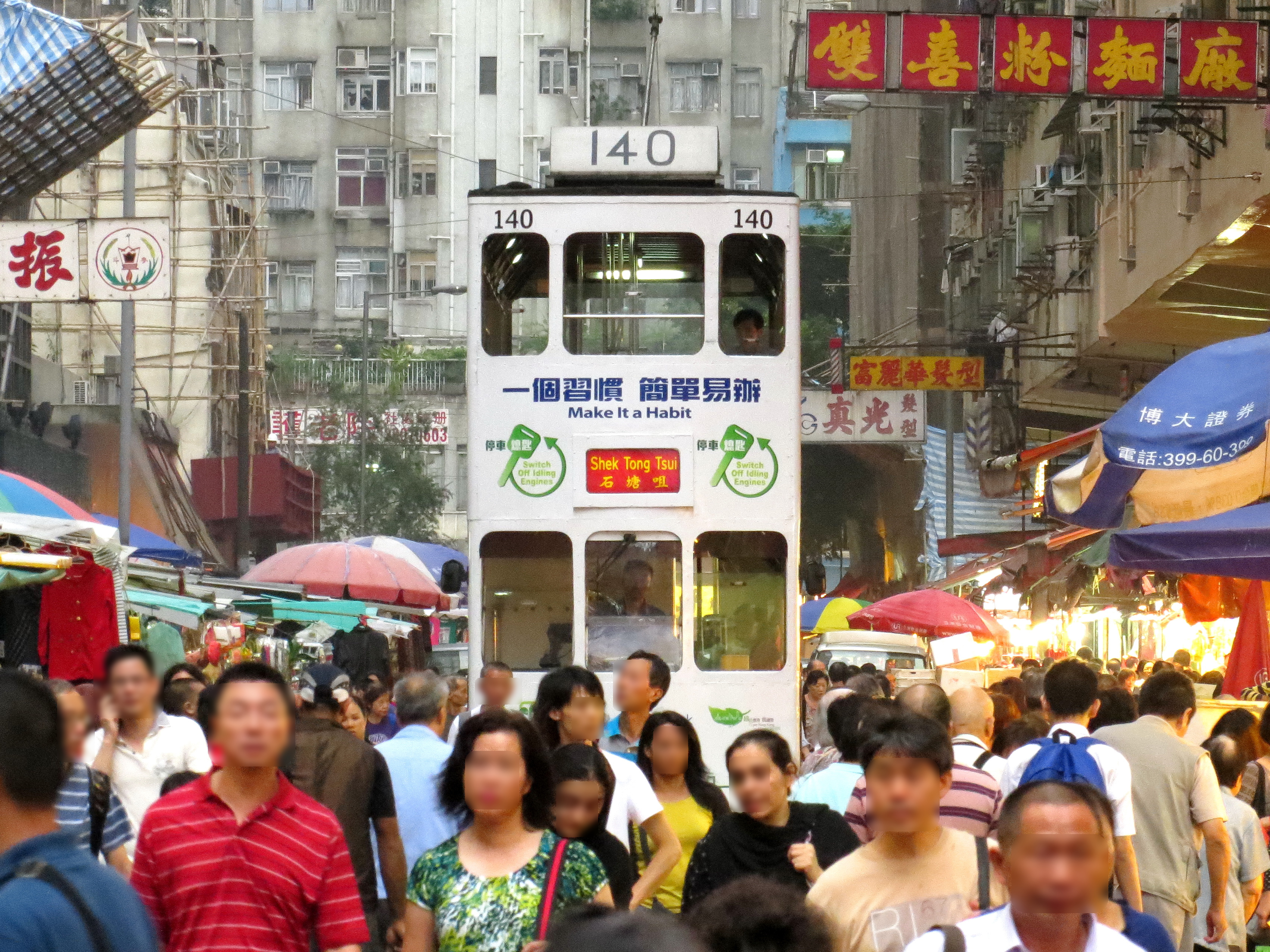
電車在人潮中緩緩前進的情景

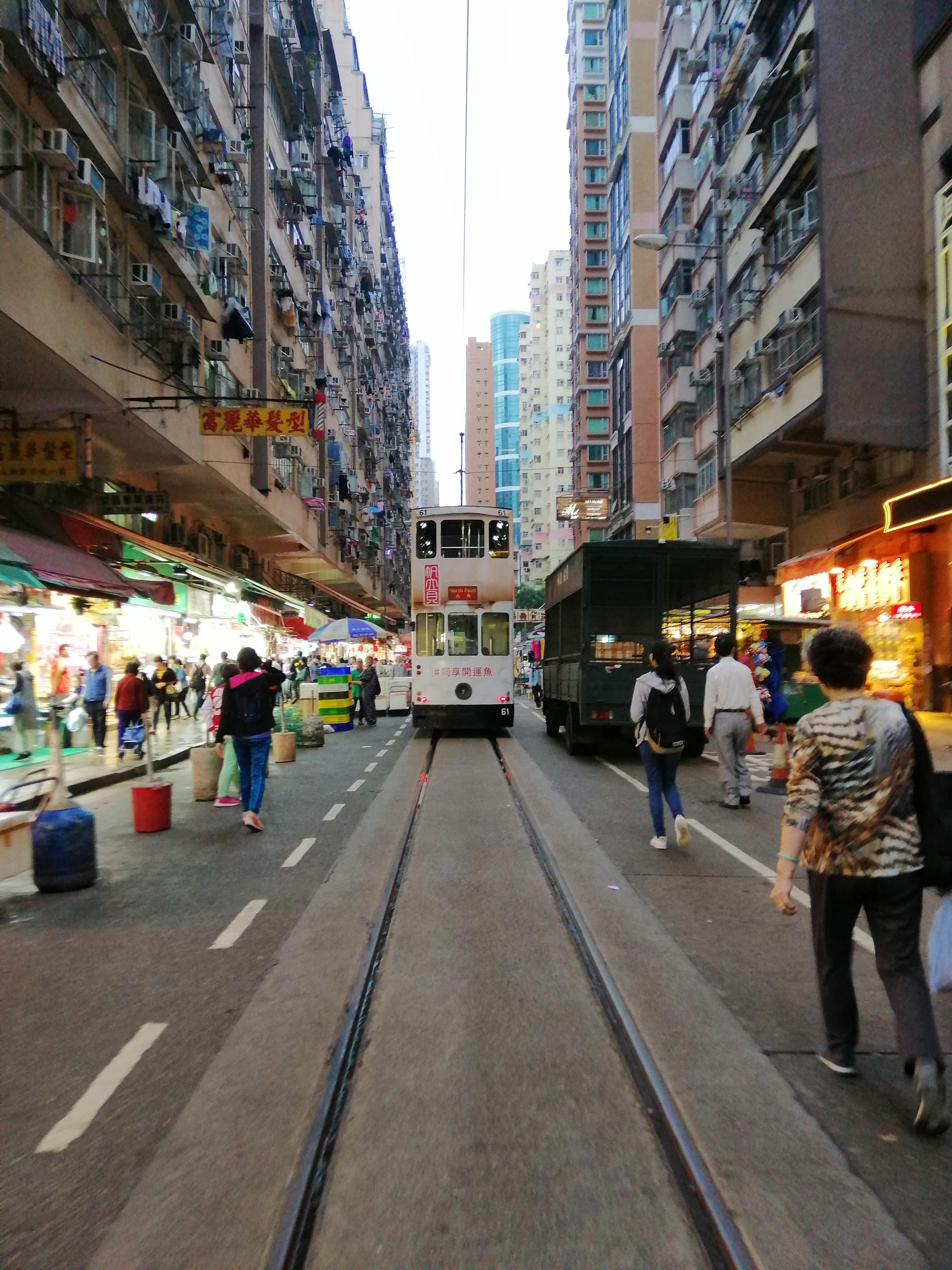
電車行經春秧街

春秧街的一個特色是電車從中穿過，因為路上滿佈行人和攤販，每當電車從北角道右轉駛入狹窄的春秧街時，電車司機必須不斷響著「叮叮」提醒行人閃避，在人潮中緩緩前進，駛到市集的東面盡頭再右轉入糖水道，到達北角電車總站。
電車是在1953年才開始出現「電車走在市集裡」的奇景，當時電車公司將東行線的終點站由銅鑼灣延伸到北角，但是英皇道的寬度又不足以建立讓電車掉頭的迴圈。因此，電車公司重新鋪設一段路軌，成為春秧街支線，讓東行車左轉進入北角道，右轉進入春秧街，再右轉到糖水道
的總站上下乘客。離開總站時，則從糖水道右轉回到英皇道向西行。
春秧街的社群是它的另外一個特色。早在1921年，南洋福建巨富 郭春秧 等資本家帶了大量資本開發北角，在北角競投到北角新填海的一幅地，原本打算興建糖廠，後因糖價大跌等因素，把該片土地改為興建住宅，作為收租之用。最先出現的是一排40間的相連樓房，故此老一輩亦稱春秧街為「四十間」。
香港的福建籍人口在二戰後大約接近1/3，但逃港潮人口中絕大部份來自廣東各地區，廣東省以外的人口比例一直下降，因為亦有福建籍人口從東南亞新加坡等地遷居，人口下降得沒其他省籍人口快，現今社會各界上流、富豪以及非常重要的人物才可參加的全國政協委員，福建籍的亦佔1/4以上，二戰後的北角亦是以福建人為主，而且港島北岸各區亦有大量福建人，根據香港政府以及政黨的統計，灣仔區以及中西區亦有三十萬福建籍港人。
根據2011年香港人口普查，香港的上海人主要聚居於油尖旺區、深水埗區、九龍城區、荃灣區、葵青區以及觀塘區，各區都有超過1000名什至超過2000名上海話人口殘留。二戰前已經有不少上海人在夜總會林立的油尖旺區經營娛樂事業，而深水埗區的上海人則是二戰後大量遷入的，隨住大量廣府以及四邑人的內地同鄉大量遷入深水埗區，不少上海人遷出深水埗區，很多都由繁盛喧鬧的九龍遷入新界新市鎮，但都以附近的荃灣區以及葵青區為主，三區各有1200-1600名上海話人口，遠高於港島上海話人口的總和，亦是上海人最多的五區的其中三個，深水埗至今還有很多地道的廉價上海菜館，如上海萬家村小館、寶哥上海味館、金銀島上海飽、君滬鍋貼大王、誠記小籠包拉麵、為食軒等。因為郭春秧旗下的麗池夜總會，亦有小量上海人遷入北角區，北角以及鰂魚涌自建區以來即被稱為小福建，而上海人集中的春秧街一帶，即春秧街、糖水道、渣華道以及北角道交界地區，在當年亦有小上海之稱，至今那一帶的唐樓亦有不少上海人居住。居於北角春秧街一帶的上海人主要為替郭春秧旗下麗池夜總會工作的上海人，不是富豪，
春秧街的地主為來自福建同安的巨富郭春秧。東區以外的港島區人口全部總和只佔總上海人口的12%。東區的上海人主要是 郭春秧 旗下夜總會結業遷入公屋或較富有的留在本區，東區較多上海話殘留，而灣仔區的上海話殘留只有677名，佔總上海人口的3%，遠不足九龍上海人口的十份一。隨住郭春秧兒子破產，已置業的上海人沒有撤出北角，而且有不少上海逃港者亦居於春秧街一帶，其餘較窮的則遷入東區或其他區份的公屋之中，香港東區有2281上海話人口，有深水埗區以及鄰近二區的一半人口，和最初香港的上海籍人口大約10%在東區一樣沒有改變，春秧街附近亦有不少唐樓以上海人為主。
隨住北角樓齡老化，買不起炮台山一帶新建住宅如城市花園以及康澤花園的人口大都遷入太古城、康怡花園一帶，成為太古城、康怡花園一帶業主的大多數人口，春秧街一帶亦有了不少閩籍以及上海籍人口的內地親屬以及70年代以後抵港的南洋華僑，北角亦有了不少八十年代以後抵港的閩籍投資移民人口如林峰，居住在北角半山。而東區的私樓區自香港開埠以來即是主要為閩籍人仕，柴灣以及筲箕灣和南區一樣位於市區以外，雖然在早期亦有私樓，但在逃港潮更加入大量的木屋區居民，在大量興建公屋後，公屋人口主要來自逃港者，大多來自珠三角、潮汕，此外亦有不少被遷入公屋的原居漁民，公屋區和閩籍人口關係很低，但民國以及戰後廣東人和福建人大量遷居香港，東區(包括柴灣以及筲箕灣)在香港人口暴增時期即以福建籍為主，因為東區附近主要為閩籍人口的圈子，遠離深水埗區以及周邊地區(包括沙田區、油尖旺區、荃灣區等)的粵籍人口圈子，柴灣以及筲箕灣新建私樓亦主要為閩籍人口遷居，柴灣以及筲箕灣的最大族群仍是福建籍人口，在公屋較少的筲箕灣，福建籍人口佔總人口一個較重的比例。根據語文數據，東區佔總閩籍人口的26%，按160萬閩籍人口推算，達40萬名人口，而東區的閩籍人口達第二族群潮州人口以及第三族群上海人口的十倍，而四邑人只有閩南人口的5%，集中在銅鑼灣、北角、鰂魚涌，亦是東區私樓人口的主要多數，跑馬地以及大坑的閩籍人口比北角更密集，基督教會香港閩南堂總堂亦設在跑馬地，分堂則設在北角和香港仔，在語文未統一的年代，虎豹別墅附近社區皆與新加坡、福建無異，他們早期到港的閩籍人口或閩籍南洋華僑，而春秧街一帶，因為位於閩籍人口高度集中區的中心，加上熱心幫助新移民的福建社團人仕，加上樓宇老化，原有的族群遷出到炮台山站或太古站一帶，春秧街一帶成為了香港在30-40年內以至近年抵港的閩籍以及上海籍內地親屬其中一個主要的聚居地，不少居於外區的較後期抵港的閩籍商販亦到春秧街經營店舖，附近地區亦有南洋、台灣以及世界華僑，而閩籍投資移民不少會買北角半山以及跑馬地禮頓山一帶的物業。隨住近十年北角舊樓重建完成，不少早期定居北角的人口又返回北角居住。北角、東區私樓區以及以港鐵或渡海小輪連接北角的部份九龍地區的華人人口很多都以閩南籍為主，而他們或他們的外籍工人常到春秧街一帶購買食材，因春秧街一帶的商販以閩籍為主，春秧街有很多外區閩籍人口，他們很多都以閩南話交談。
東區的上海籍人口不少都集中在春秧街一帶，春秧街一帶亦是香港島上海人口的密集區，所以北角亦有一定數量的上海人，他們亦有把內地同鄉申請到春秧街一帶，春秧街一帶亦有不少上海的店舖，而炮台山站、南洋華僑以及早期閩籍人口密集的大坑、跑馬地、北角東部、鰂魚涌一帶的閩籍人口比春秧街一帶更密集。但根據語文數據，整個東區的閩籍人口有上海籍的十倍，上海人只佔北角總人口的一個較少比例。
北角的上海人主要集中在春秧街，北角其餘地方的人口大多數為福建籍，而香港的福建籍人口遠高於上海籍，由二戰後的八十萬，即總人口的30%以上，到2011年的130-160萬，即1/4，在歷屆的人口普查中，使用閩南話(福建話)人口都在上海話四倍以上，而閩南籍人口又高度集中在北角、鰂魚涌以及鄰近地區，東區卻只有上海籍人口的10%，所以北角的福建籍人口一直遠高於上海籍(籍貫包括安徽、江蘇等地)。較富有的上海籍內地移民除了在上海人高度集中的深水埗區、荃灣區以及葵青區，部份亦在春秧街一帶定居，東區的閩籍人口有上海籍十倍，但春秧街一帶亦有不少上海籍人口，春秧街一帶的閩籍人口相對上海籍人口沒有絕對優勢，春秧街一帶亦有不少新移居香港的上海商販。
北角春秧街的福建人以及上海人亦有內地的親人陸續申請到香港。時至今日，春秧街上偶爾仍可聽到店員與顧客以閩南話以及上海話溝通，不過，隨著近年外籍家庭傭工成為街市的主要顧客後，亦有人使用英文以及傭工之間以其他東南亞語言溝通。

## 樓宇及店舖成交價

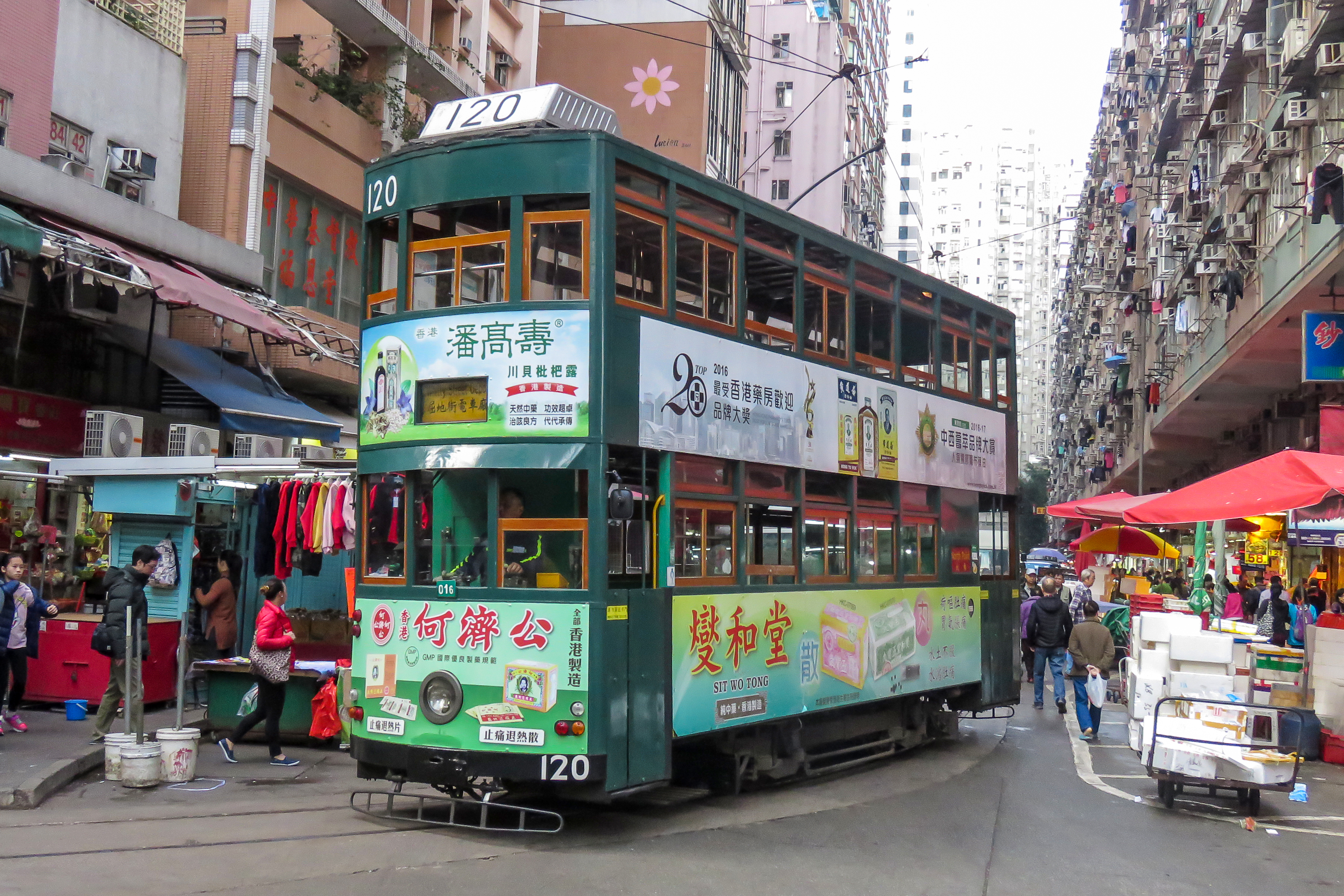
「電車走在市集裡」的奇景

2011年7月，春秧街62、64、66及68號4幢樓齡逾50年的相連舊樓以約2.7億港元售出，若重建住宅計算，樓面地價為6,221港元。
2012年6月，報導指出位於春秧街79號一間面積約1,000方呎的店舖，近日出售，成交價達3,200萬港元，折合呎價32,000港元，由一間蔬菜鋪承租，月租42,000元。

## 鄰近
- 新光戲院
- 華豐國貨
- 北角碼頭
- 僑冠大廈

## 交通
| 交通路線列表 |
| --- |

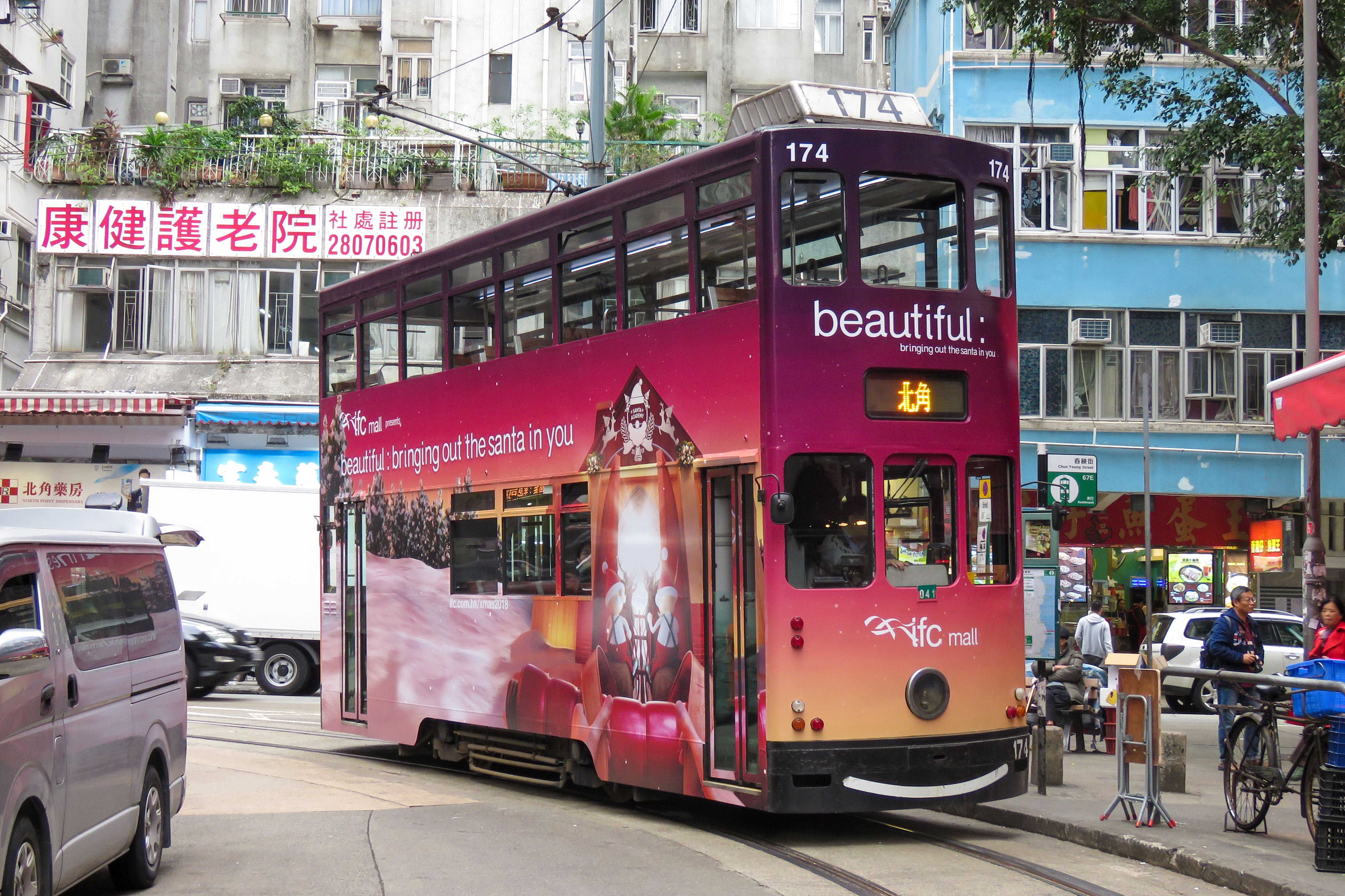
一台電車停靠在春秧街西端的電車站

| 東行電車 - 石塘咀北角路線，北角總站下車。 港鐵 - █ 港島綫：炮台山站B出口（沿北角道向東面步行約150公尺） - █ 港島綫、 █ 將軍澳綫：北角站A2出口（沿馬寶道向西面步行約150公尺） 渡輪 - 北角碼頭，向西南方向步行約300公尺。 |

## 外部連結
- 春秧街 - Google地圖
- 【飲食籽】叮叮延舊情走軌春秧街| 蘋果日報| 果籽| 飲食| 20150322 （页面存档备份，存于）